# 雲加爾區
雲加爾區（西班牙語：Distrito de Yungar），是秘魯的一個區，位於該國北部安卡什大區的卡爾瓦斯省，始建於1868年11月22日，面積46.43平方公里，海拔高度2,828米，2005年人口3,181，人口密度為每平方公里69人。